# Aleuropleurocelus
Aleuropleurocelus es un género de hemípteros de la familia Aleyrodidae, subfamilia Aleyrodinae. El género fue descrito científicamente primero por Drews & Sampson en 1956. La especie tipo es Aleuropleurocelus laingi.
Lista de especies de este género:
- Aleuropleurocelus abnormis (Quaintance, 1900)
- Aleuropleurocelus acaudatus Drews & Sampson, 1958
- Aleuropleurocelus anahuac Carapia-Ruiz & Sánchez-Flores, 2018 [2]
- Aleuropleurocelus anonae Carapia-Ruíz & Sánchez-Flores, 2018 [3]
- Aleuropleurocelus bidentatus Sánchez-Flores & Carapia-Ruiz, 2018 [4]
- Aleuropleurocelus caudatus Sánchez-Flores & Carapia-Ruiz, 2018[4]
- Aleuropleurocelus ceanothi (Sampson, 1945)
- Aleuropleurocelus cecropiae (Bondar, 1923)
- Aleuropleurocelus chamaedoreaelegans Sánchez-Flores & Carapia-Ruiz, 2018 [5]
- Aleuropleurocelus coachellensis Drews & Sampson, 1958
- Aleuropleurocelus eriogonum Carapia-Ruiz , 2020 [6]
- Aleuropleurocelus fouquieriasplendens Carapia-Ruiz & Sánchez-Flores, 2019 [7]
- Aleuropleurocelus granulata (Sampson & Drews, 1941)
- Aleuropleurocelus guazumae Carapia-Ruíz & Sánchez-Flores, 2018[3]
- Aleuropleurocelus guerrerensis Carapia-Ruiz & Sánchez-Flores, 2018 [8]
- Aleuropleurocelus hyptisemoryi Gill, 2011 [9]
- Aleuropleurocelus laingi Drews & Sampson, 1956
- Aleuropleurocelus mexicanus Carapia-Ruiz & Sánchez-Flores, 2018[2]
- Aleuropleurocelus nevadensis Dooley, 2010 [10]
- Aleuropleurocelus nigrans (Bemis, 1904)
- Aleuropleurocelus oblanceolatus Drews & Sampson, 1958
- Aleuropleurocelus ornatus Drews & Sampson, 1958
- Aleuropleurocelus pallidus Carapia-Ruiz & Sánchez-Flores, 2019 [11]
- Aleuropleurocelus rotunda (J.M. Baker, 1937)
- Aleuropleurocelus sampsoni Sánchez-Flores & Carapia-Ruiz, 2020 [12]
- Aleuropleurocelus sierrae (Sampson, 1945)
- Aleuropleurocelus xalapensis Sánchez-Flores & Carapia-Ruiz, 2018 [13]